# فطنت
زبيدة ابنة شيخ الإسلام محمد إسعاد أفندي المتخلصة باسم فطنت (القرن الثاني عشر هـ / الثامن عشر م)، هي شاعرة تركية.
لا نعرف عن حياتها الشخصية الا القليل. تزوجت فطنت زواجا تعيسا من درويش أفندي قاضي عسكر من الروميللي أثناء حكم سليم الثالث.
يتضمن ديوانها، الذي طبع في استانبول عام 1286 هـ / 1869 م، قصائد غزلية وبعض الألغاز، كما يظهر في بعض أشعارها نوع من الفلسفة يعزوه الباحث جب إلى تأثير صديقها راغب باشا.